# Miething
Miething ist ein Gemeindeteil des Marktes Mitterfels im niederbayerischen Landkreis Straubing-Bogen.
Die Einöde  liegt eineinhalb Kilometer nordwestlich des Ortskerns von Mitterfels, zwischen den Ortsteilen Hörmannsberg und Mitterfels.

## Einwohnerentwicklung
- 1838: 0 10 Einwohner[3]
- 1860: 0 10 Einwohner[4]
- 1871: 0 10 Einwohner[5]
- 1875: 0 10 Einwohner[6]
- 1885: 00 8 Einwohner[7]
- 1900: 00 5 Einwohner[8]
- 1913: 0 12 Einwohner[9]
- 1925: 00 7 Einwohner[10]
- 1950: 0 12 Einwohner[11]
- 1961: 00 7 Einwohner[12]
- 1970: 00 9 Einwohner[13]
- 1987: 00 7 Einwohner[1]